# Stöger-Steiner von Steinstätten

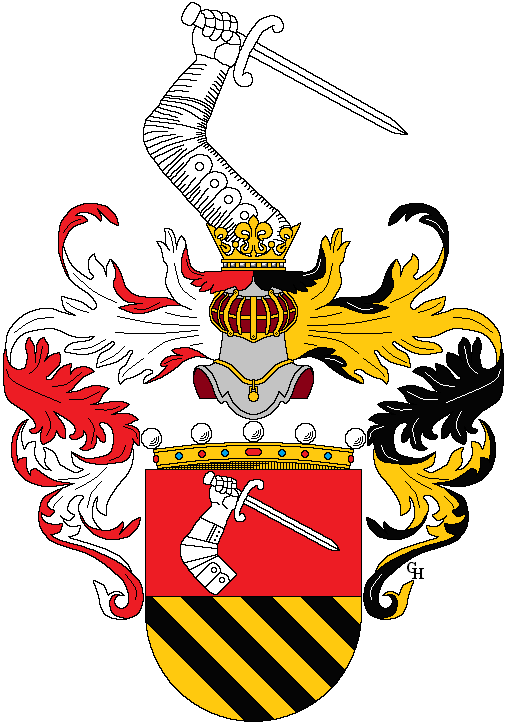
Wappen der Freiherrn Stöger-Steiner von Steinstätten, 1918

Stöger-Steiner von Steinstätten ist der Name einer aus der Steiermark (Österreich) stammenden Familie. Ihre direkte Stammreihe beginnt mit Caspar Stöger, der urkundlich 1798 als Bürger und Fleischhauermeister in Stainz im Bezirk Deutschlandsberg erwähnt wird.

## Geschichte
1877 heiratete Joseph Steiner die Witwe Agathe Stöger, geb. Hofer. Als Joseph Steiner 1891 mit dem Ehrenwort „Edler von“ und dem Prädikat „Steinstätten“ in den erblichen österreichischen Adelsstand erhoben wurde, adoptierte er noch im selben Jahr die drei leiblichen Söhne seiner Ehefrau aus ihrer Ehe mit dem Fabrikanten Georg Stöger (1818–1874): Julius (1860–1943), Rudolf (1861–1921) und Gustav (1864–1933), die seither den Namen „Stöger-Steiner“ trugen. Die Töchter Theresia verehel. Neuhold (1858–1953) und Ida verehel. Herwerthner (1863–1933) adoptierte er hingegen nicht, da diese 1891 beide bereits verheiratet waren; ebenso wenig adoptierte er Josef (1847–1917), Maria verehel. Wolfbauer (1848–1927) und Johann Stöger (1850–1911), da diese keine leiblichen Kinder, sondern nur Stiefkinder seiner Ehefrau Agathe waren (sie stammten aus der ersten Ehe von Georg Stöger mit der 1856 verstorbenen Juliana Kalbacher). 1892 erhielt infolge der Adoption zunächst sein zweitältester Stiefsohn Rudolf die kaiserliche Genehmigung zur Führung des Adels, worauf er sich „Stöger-Steiner Edler von Steinstätten“ nannte; 1917 erhielt dann auch noch der älteste Stiefsohn Julius die kaiserliche Genehmigung, sich „Stöger-Steiner Edler von Steinstätten“ zu nennen; der jüngste Stiefsohn Gustav dagegen war – im Gegensatz zu seinen zwei älteren Brüdern – kein „Offizier des Soldatenstandes“, sondern „Truppenrechnungsführer“ und gehörte somit der „Militär-Rechnungskontrollbeamtenbranche“ an, die grundsätzlich nicht berechtigt war, eine Adels- und Wappenüberragung zu beantragen. 1918 erfolgte eine Erhebung Rudolfs in den Freiherrenstand. Auf Grund des österreichischen Adelsaufhebungsgesetzes lautet seit 3. April 1919 der amtliche Familienname Stöger-Steiner.

## Adelserhebungen
- Österreichische Adels- und Wappenübertragung als „Stöger-Steiner Edler von Steinstätten“ am 25. Oktober 1892 in Wien für Rudolf Stöger-Steiner als k.u.k. Hauptmann im Generalstab, Adoptivsohn des k.u.k. Oberstleutnants Joseph Steiner Edler von Steinstätten.

- Österreichischer Freiherrnstand am 28. April 1918 mit Diplom vom 22. Juni 1918 für Rudolf Stöger-Steiner Edler von Steinstätten als k.u.k. Geheimrat, General der Infanterie und Kriegsminister.

- Österreichischer Adelsstand als „Stöger-Steiner Edler von Steinstätten“ am 25. August 1917 in Reichenau an der Rax (Diplom Wien 3. Oktober 1918) für Julius Stöger-Steiner (Bruder des oben genannten Rudolf) als k.u.k. Oberst i. R.[1]

## Genealogie (Auszug)
1. Agathe Maria Hofer (1837–1901) ⚭ I. 1857 Georg Stöger (1818–1874) ⚭ II. 1877 Joseph Steiner (1834–1905), seit 1891 Steiner von Steinstätten; Agathe Maria Hofer brachte in ihre 2. Ehe 3 Stiefkinder und 5 leibliche Kinder aus ihrer 1. Ehe mit Georg Stöger mit:
  1. Josef Stöger (1847–1917); Stiefsohn aus der 1. Ehe von Georg Stöger mit Juliana Kalbacher (1817–1856)
  2. Maria (Marie) Stöger (1848–1927) ⚭ Johann Wolfbauer (1848–1927); Stieftochter aus der 1. Ehe von Georg Stöger mit Juliana Kalbacher (1817–1856)
  3. Johann Stöger (1850–1911) ⚭ 1880 Rosa Jaschke-Klath (1855–1930); Stiefsohn aus der 1. Ehe von Georg Stöger mit Juliana Kalbacher (1817–1856)
  4. Theresia (Risa) Stöger (1858–1953) ⚭ Heinrich Neuhold
  5. Julius Hugo Maria Stöger (1860–1943), seit 1891 Stöger-Steiner, seit 1917 Stöger-Steiner von Steinstätten ⚭ 1912 Marie Adelaide Amalie Clotilde verw. Richter geb. Maar (1857–1925)
  6. Rudolf Ignatius Stöger (1861–1921), seit 1891 Stöger-Steiner, seit 1892 Stöger-Steiner von Steinstätten, seit 1918 Freiherr Stöger-Steiner von Steinstätten ⚭ 1892 Maria Magdalena von Link (1869–1939) und hatte aus dieser Ehe:
    1. Margarete Maria Magdalena Leopoldine (1893–1969) ⚭ Friedrich Ritter von Rohrer (1895–1945)
    2. Johann (1896–1897)

  7. Ida Josefa Agathe Stöger (1863–1933) ⚭ 1887 Heinrich Herwerthner (1859–1928)
  8. Gustav Simon Franz Stöger (1864–1933), seit 1891 Stöger-Steiner ⚭ 1920 Bertha Meiss